# Shahid Kapoor
Shahid Kapoor (hindi: शाहिद कपूर) urodzony 25 lutego 1981 w Mumbaju, Maharasztra, Indie) – bollywoodzki aktor. Pierwszy raz pojawił się w videoclips, reklamach i jako tancerz w Taal (w piosence "Kahiin aag lage lag jawe" z Aishwarya Rai), cztery lata potem zadebiutował w Ishq Vishk zdobywając popularność i 4 nagrody filmowe za najlepszy debiut. Uzyskawszy uznanie krytyków filmowych za role w Fida i Shikhar odniósł duży sukces komercyjny w filmie Poślubiona (2006).
Jest wyznania hinduistycznego, podobnie jak jego ojciec znany indyjski aktor lat 80. Pankaj Kapoor (Dus, Dharm). Jego matka, muzułmanka Neelima Azeem jest aktorką i tancerką tańca klasycznego. Shahid też jest tancerzem wyszkolonym pod kierunkiem Shiamak Davara. Gdy miał 3 lata jego rodzice rozwiedli się, wychowywał się z matką. Ma siostrę o imieniu Sana i brata Ishaana Khattara, który wystąpił z nim w Vaah! Life Ho To Aisi (2005). W latach szkolnych spotykał się z Hritishą Bhatt, a w 2004 Kapoor związał się z aktorką Kareeną Kapoor. Rozstali się w 2007. Spotykał się z aktorką Priyanką Choprą. 
W lipcu 2015 roku poślubił Mirę Rajput. Było to aranżowane małżeństwo. W sierpniu 2016 roku na świat przyszła córka pary, Misha. 
Jest wegetarianinem.

## Filmografia
| Rok  | Film                    | Rola                  | Notatki |
| ---- | ----------------------- | --------------------- | --- |
| 1999 | Taal                    |                       | Tancerz w piosence "Kahin Aag Lage Lag Jawe" |
| 2003 | Ishq Vishk              | Rajiv Mathur          | Nagroda Filmfare za Najlepszy Debiut Nagroda Zee Cine za Najlepszy Debiut Nagroda Star Screen za Najlepszy Debiut Nagroda IIFA za Najlepszy Debiut |
| 2004 | Fida                    | Jai Malhotra          | |
| 2004 | Dil Maange More         | Nikhil Mathur         | |
| 2005 | Deewane Huye Pagal      | Karan                 | |
| 2005 | Vaah! Life Ho To Aisi   | Aditya (Adi)          | |
| 2005 | Shikhar                 | Jaidev Vardhan (Jai)  | |
| 2006 | 36 China Town           | Raj Malhotra          | |
| 2006 | Chup Chup Ke            | Jeetu                 | |
| 2006 | Poślubiona              | Prem                  | |
| 2007 | Fool and Final          | Raja/Rahul            | |
| 2007 | Jab We Met              | Aditya Kashyap        | nominacja do Nagroda Star Screen dla Najlepszej Pary (z Kareeną Kapoor)                                                                            |
| 2008 | Kismat Konnection       | Raj Malhotra          | |
| 2009 | Kaminey                 | Charlie/Guddu         | Premiera 5 czerwca 2009 |
| 2009 | Dil Bole Hadippa        | Rohan Singh           | |
| 2010 | Chance Pe Dance         | Sameer Behl           | |
| 2010 | Paathshala              | Rahul                 | |
| 2010 | Badmaash Company        | Karan                 | |
| 2010 | Milenge Milenge         | Amit                  | film kręcono od 2008 |
| 2011 | Mausam                  | Harinder "Harry"Singh | |
| 2012 | Teri Meri Kahaani       | Jawed/Govind/Krish    | |
| 2013 | Phata Poster Nikla Hero | Vishwas Rao           | Post-production |
| 2013 | Rambo Rajkumar          |                       | |
| 2014 | Haider                  | Haider Meer           | indyjska wersja Makbeta |
| 2015 | Shaandaar               | Jagjinder Joginder    | film był kręcony w Polsce |
| 2016 | Udta Punjab             | Tommy Singh           | |
| 2017 | Rangoon                 | Nawab Malik           | |
| 2017 | Padmavati               | Rawal Ratan Singh     | filmimg |

## Nagrody
- Nagroda Filmfare 2004: Nagroda Filmfare za Najlepszy Debiut za Ishq Vishk